# Luge als Jocs Olímpics d'hivern de 1988
Als Jocs Olímpics d'Hivern de 1988 celebrats a la ciutat de Calgary (Canadà) es disputaren tres proves de luge, dues en categoria masculina i una en categoria femenina.
La competició tingué lloc entre els dies 14 i 18 de febrer de 1988 a les instal·lacions esportives del Canada Olympic Park. Hi participaren un total de 90 corredors, entre ells 66 homes i 24 dones, de 22 comitès nacionals diferents.

## Resum de medalles

### Categoria masculina
| Prova              | Or                                  | Argent                            | Bronze                                 |
| Individual Detalls | Jens Müller                         | Georg Hackl                       | Yuri Kharchenko                        |
| Parelles Detalls   | RDA Jörg Hoffmann · Jochen Pietzsch | RDA Stefan Krausse · Jan Behrendt | RFAThomas Schwab · Wolfgang Staudinger |

### Categoria femenina
| Prova              | Or            | Argent          | Bronze          |
| Individual Detalls | Steffi Walter | Ute Oberhoffner | Cerstin Schmidt |

## Medaller
| Posició | País           | Or | Argent | Bronze | Total |
| 1       | RDA            | 3  | 2      | 1      | 6     |
| 2       | RFA            | 0  | 1      | 1      | 2     |
| 3       | Unió Soviètica | 0  | 0      | 1      | 1     |
|         |                |    |        |        |       |
| Total   | Total          | 3  | 3      | 3      | 9     |